# Metacnephia crassifistula
Metacnephia crassifistula är en tvåvingeart som först beskrevs av Rubtsov 1956.  Metacnephia crassifistula ingår i släktet Metacnephia och familjen knott. Inga underarter finns listade i Catalogue of Life.